# Boldklubben 1913
Boldklubben 1913 är en dansk fotbollsklubb som för närvarande spelar i Albani Series. De spelar på Campus Road, i Odense på Fyn. B1913 tillbringade en säsong i Europacupen 1961/1962, vilket är klubbens mest anmärkningsvärda internationella medverkan. 
Från säsongen 2006–07 till säsongen 2012–13 slog de sig samman med B 1909 och Dalum IF för att bilda joint venture FC Fyn som tävlade i den danska andradivisionen och i den danska förstadivisionen. 

## Meriter
- Danskt fotbollsmästerskap
  - Runners-up (3): 1923–24, 1962, 1963
- Danska cupen
  - Vinnare (1): 1962–63
- Provinsmesterskabsturneringen
  - Vinnare (2): 1924, 1930
- Fynsmester
  - Vinnare (13): 1922–23, 1923–24, 1927–28, 1929–30, 1932–33, 1933–34, 1935–36, 1955–56 ‡, 1984 ‡, 1991 ‡, 2000 ‡, 2003 ‡, 2015-16
  - Runners-up (6): 1924–25, 1925–26, 1926–27, 1942–43 ‡, 1962 ‡, 2006 R
- FBU:s Pokalturnering
  - Vinnare (10): 1925, 1926, 1927, 1932, 1934, 1935, 1937, 1939, 1946, 1952
  - Runners-up (5): 1930, 1936, 1940, 1941, 1951

‡: Heder uppnått av reservteamet

R: Status som reservlag för FC Fyn